# Абарса, Альберто
Альберто Кароли Абарса Диас (исп. Alberto Abarza; род. 11 декабря 1985, Сан-Бернардо, Сантьяго) ― чилийский пловец, трехкратный чемпион Парапанамериканских игр 2019, чемпион Летних Паралимпийских игр 2020 в Токио.

## Биография и спортивная карьера
Родился 11 декабря 1984 года в городе Сан-Бернардо, Чили.
Абарза родился с синдромом Шарко-Мари-Тута, нейродегенеративным заболеванием, которое вызывает прогрессирующую потерю мышечной ткани.
Альберто Абарса является трёхкратным чемпионом Парапанамериканских игр 2019 года (Лима, Перу). На этих Играх он победил в заплывах на 50 метров на спине S2, 100 метров на спине S2, на 200 метров вольным стилем S2. Помимо этого Абарса завоевал две серебряные медали в заплывах на 50 метров вольным стилем S2 и на 100 метров вольным стилем S2.
На чемпионате мира в Мехико в 2017 году он три раза выиграл бронзовую медаль.
На чемпионате мира в Лондоне в 2019 году Абарса выиграл серебряную и бронзовую медали.
Абарза дважды выигрывал награду паралимпийского спортсмена года в 2018 и 2019 годах после того, как выиграл медали на своих международных соревнованиях по плаванию.

### Паралимпиада 2020 в Токио
На Паралимпийских играх в Токио Альберто Абарса стал чемпионом в заплыве на 100 метров на спине S2.